# Лудовіко Авіо
Лудовіко Авіо (ісп. Ludovico Avio, 6 жовтня 1932, Пігве — 23 червня 1996) — аргентинський футболіст, що грав на позиції нападника.
Виступав, зокрема, за клуб «Велес Сарсфілд», а також національну збірну Аргентини.

## Клубна кар'єра
У дорослому футболі дебютував 1952 року виступами за команду другого дивізіону «Архентіно де Кільмес», в якій провів три сезони, взявши участь у 57 матчах чемпіонату. Після цього протягом сезону 1955 року захищав кольори клубу «Кільмес», теж у другому аргентинському дивізіоні.
Своєю грою за останню команду привернув увагу представників тренерського штабу клубу «Велес Сарсфілд», до складу якого приєднався 1956 року. Відіграв за команду з Буенос-Айреса наступні три сезони своєї ігрової кар'єри. Більшість часу, проведеного у складі «Велес Сарсфілда», був основним гравцем атакувальної ланки команди.
Згодом грав у складі команд «Олл Бойз» та «Сан Лоренцо» (Мар-дель-Плата), а завершив ігрову кар'єру у команді «Кімберлей», за яку виступав протягом 1970 року.

## Виступи за збірну
Не провівши жодної гри в офіційних матчах у складі національної збірної Аргентини, він був включений до заявки на чемпіонат світу 1958 року у Швеції. Там з 3-х матчів Аргентини Авіо зіграв у двох. У першому матчі групового турніру проти збірної ФРН він не з'явився на полі, проте в наступній грі з Північною Ірландією Авіо забив третій м'яч аргентинців на 59-й хвилині. Також Авіо зіграв і в останній зустрічі зі збірної Чехословаччини, який аргентинці розгромно програли 1:6 і не вийшли з групи. Після «мундіалю» за збірну більше не грав.
Помер 23 червня 1996 року на 64-му році життя в місті Мар-дель-Плата.